# Alarmtauchen

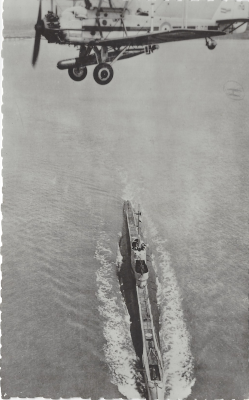
Situation zum Alarmtauchen: Torpedobomber spürt U-Boot auf

Alarmtauchen ist ein Kommando der Seemannssprache für ein möglichst schnelles Tauchmanöver bei U-Booten. Beim Alarmtauchen an der Front kam es darauf an, schnellstmöglich unter und dann tief zu tauchen. Das Alarmtauchen war die beste Verteidigung gegen Fliegerangriffe. Alarmtauchen ist ein Kriegsmanöver, das aufgrund des technischen Fortschritts heutzutage keine Anwendung mehr findet. Das Kommando wurde im Ersten und Zweiten Weltkrieg verwendet, um Angriffen feindlicher Flugzeuge und Schiffe zu entgehen. Das Gegenteil des Alarmtauchens bezeichnet man als „Notaufstieg“ oder „Ausblasen“.

## Technische Gegebenheiten
Bereits im Ersten Weltkrieg wurden U-Boote verwendet, die über Wasser fuhren und nur bei Gegnersicht tauchten. Diese Boote werden i.d.R als Tauchboote bezeichnet. Für ein Tauchboot ist eine kurze Tauchzeit – die Zeit, die es braucht um von der Überwasserfahrt abzutauchen – emminent wichtig. Schon im Ersten Weltkrieg wurde daher die Tauchzeit erheblich verkürzt.
Beim Erscheinen gegnerischer Flugzeuge oder Zerstörer gelang es den U-Booten entweder unbemerkt abzutauchen oder zumindest sich auf Tiefe zu bringen, bevor Bomben fielen.
Deutsche U-Boote sind im Krieg weit tiefer getaucht, als es zu Friedenszeiten vorgesehen gewesen war. In größtmöglicher Tiefe konnte ein Boot nur schwer vernichtet werden.

„Der Anflug der feindlichen Maschine erfolgte aus der Sonne, das Boot geht mit Alarmtauchen auf Tiefe. Als das Boot sich auf einer Tiefe von 10 m befindet fallen von Steuerbord Achteraus bis in Höhe des Turmes 3 Fliebos.“

Die deutschen U-Boot-Typen bei Kriegseintritt im Zweiten Weltkrieg waren eigentlich für die Überwasserfahrt konzipiert (Typen I, II, VII und IX in den Bautypen A). So fuhr das weit verbreitete Modell VII C unter Wasser nur ungefähr halb so schnell wie über Wasser. Diese Geschwindigkeit konnte zudem nur kurze Zeit gehalten werden, weil die Batterien schnell schwach wurden. Wenn kein Feind in der Nähe war, fuhr das Boot demnach über Wasser. Dabei konnte es die Batterien aufladen oder schnellere Fahrt machen.
Das Fahren über Wasser bot jedoch die Gefahr, vom Feind entdeckt zu werden, wogegen das Alarmtauchen Sicherheit versprach. Die U-Boote Typ I und VII C benötigten für ein Alarmtauchen mit einer eingespielten Crew ungefähr 30 Sekunden.
Um 1943 sorgte die Einführung des Radars dafür, dass U-Boote auf sehr große Entfernung geortet werden konnten, so dass ein Abtauchen meist zwecklos war. Dadurch begann die Entwicklung vom Tauch- zum Unterwasserboot.

## Schritte des Alarmtauchens

### Voraussetzungen
- Das U-Boot befand sich in der Überwasserfahrt, angetrieben durch Dieselmotoren.[3]
- Die Untertriebszelle war mit Wasser gefüllt. Die Untertriebszelle war eine spezielle Tauchzelle, unter der Zentrale des U-Bootes. Die Untertriebszelle war auch bei Überwasserfahrt geflutet,[16] wodurch das Boot tiefer im Wasser lag, also mehr Untertrieb erhielt.[17] Durch dieses Gewicht konnte man beim Alarmtauchen schnell durch die Wasseroberfläche hinabbrechen.[18]
- Durch die schnelle Tauchzeit war ein Vorfluten weiterer Tauchzellen im Allgemeinen nicht nötig. Bei gut eingespielten Frontbooten war es hingegen üblich. Maßgebend dafür waren u. a. die Wetterlage und der Ausbildungsstand des Bootes.[19]
- Die Entlüftungsventile waren geöffnet. Im Zweiten Weltkrieg fuhren die U-Boote aufgetaucht meist mit geöffneten Flutventilen (auf der Unterseite des U-Boots, auch Flutschlitze[20] genannt) und geschlossenen Entlüftungsventilen (auf der Oberseite). Die in den Tauchzellen eingeschlossene Luft erzeugte nach unten einen Gegendruck, weshalb durch das offene Flutventil kein Wasser eindringen konnte. Das sparte Zeit beim Alarmtauchen, weil nur die Entlüftungsventile geöffnet werden mussten und das Wasser strömte von unten hinein.[16][20]
- Trimmung und Gewicht des Bootes mussten von der letzten Messung bekannt sein.[3]
- Ebenso „ist auf ausreichende Wassertiefe zu achten“, so die Tauchvorschrift der Deutschen.[3]
- Im Normalfall war die Wache auf Kriegsmarschstation, die restliche Besatzung in den Wohnräumen.[21]

### Kommando Alarmtauchen
(vereinfacht dargestellt)
1. Befehl „Alarm!“
Der Rudergänger rief „Alarm!“ und betätigte die Alarmglocke.[21] Im Maschinenraum leuchteten zusätzlich Flackerlichtsignale auf.[22] Der Ruf „Alarm!“ musste von jedem Besatzungsmitglied laut wiederholt werden, damit der Befehl auch bei Ausfall der Elektronik überall im Schiff ankam.[21]
2. Motoren umstellen
Der Rudergänger legte die Maschinentelegrafen für beide Maschinenräume auf „Tauchen“. Die Dieselmotoren wurden sofort abgestellt und ausgekuppelt. Der Elektromotor schaltete selbständig auf Ganze Fahrt Voraus.[21]
3. Ventile schließen
Die unterschiedlichen Ventile wurden geschlossen.[21] Waren alle versperrt, durfte das Boot tauchen.[22] Auf der Bordabschlussmeldeanlage zeigten Lämpchen geschlossene Hauptverschlüsse an.[22][23] Zusätzlich zu den Meldeanlagen, wurden Meldungen mündlich überliefert, in vorgeschriebenen Schlagworten und Dialogen.[3]
4. Befehl „Fluten!“
Die Tanks wurden mit Wasser gefüllt, damit das U-Boot Gewicht bekommt.
 Beispiel für einen Meldedialog
Kapitän: „Fluten!“
Leitender Ingenieur nach Öffnen der Entlüftungen: „Entlüftungen sind auf.“
Kapitän: „Auf 80 Meter gehen.“ (allgemeine Tiefenvorgabe an der Front)
Leitender Ingenieur an alle Räume: „Auf 80 Meter gehen.“[23]
Motoren werden tauchklar gemacht. Posten: „Hinterschiff ist tauchklar.“[24]
5. Tiefenruder umstellen
Die vorderen Tiefenruder wurden auf „Hartlage Unten“ gestellt.[16][21] Vordere Tiefenruder waren eine wirksame Hilfe beim Schnelltauchmanöver.[25] Bei schneller Fahrt brauchte es zusätzlich das hintere Tiefenruder und die Stabilisierungsflosse, um einen gewissen Tauchwinkel zu halten.[26]
6. Kommando „Alle Mann voraus!“
Das U-Boot reagierte im Tauchgang sehr sensibel auf Gewichtsverlagerungen. Ging ein Mann vom Bug zum Heck, mussten in Regelzellen Wasser umgepumpt werden, um das Boot waagerecht zu halten, das sogenannte Trimmen.[13] Beim Alarmtauchen nutzte man diese Instabilität. Beim Kommando „Alle Mann voraus!“ rannten alle abkömmlichen Männer in den Bug, um das Boot durch ihr Gewicht schneller in Vorlast zu bringen.[16]
7. Tauchwinkel befolgen
War das Oberdeck überflutet, kippte das Boot schnell nach vorne. Es war vorgeschrieben, dass die Oberkante des Brückenschanzkleids und das Heck gleichzeitig eintauchten. Die Winkel der Vorlastigkeit waren daher für jeden Bootstyp festgelegt und bewegten sich zwischen 7 und 15 Grad.[23] Um schnellstmöglich eine große Tiefe zu erreichen, war das Boot ab 20 Meter Tiefe mit 15 bis 30° stark zu kippen.[1]
8. Befehl „Ausdrücken!“
Nach einer merklichen Falltendenz, wurde das Wasser aus den Untertriebszellen mit Druckluft ausgedrückt[18] (gelenzt), damit das Boot nicht weiter durchsackte.[16] Je nach Bootsgröße geschah dies zwischen 8 und 12 Meter Tiefe. Um eine große Tiefe zu erreichen, waren nicht die Untertriebszellen ausschlaggebend, sondern Lastigkeit und Geschwindigkeit. Die Untertriebszellen in größerer Tiefe auszudrücken brachte wenig Vorteil und viel Gefahr.[18] Ein Augenzeuge berichtete: Auf einem U-Boot Typ VI wurden die Untertriebszellen gewöhnlich bei einer Tiefe von 20 Metern ausgedrückt. Musste es schnell tief gehen, wurden sie erst bei 30 bis 40 Metern ausgedrückt. Auf diese Weise tauchte das Boot schlagartig auf bis zu 300 Meter Tiefe, bei einer eigentlichen maximalen Tauchtiefe von 250 Metern. Dass das Boot dem starken Druckwechsel und Wasserdruck standhielt, war nicht selbstverständlich.[13]

## Gefahren
„In der Heimat“ war das Fahren mit vorgefluteten Zellen verboten. Wenn die Entlüftungen des Boots nämlich etwas undicht waren, konnte es passieren, dass es unbemerkt wegsackte. Der Zeitgewinn durch das Vorfluten wog weniger als die drohende Gefahr.
Blieb für das Alarmtauchen bei einem plötzlichen Fliegerangriff keine Zeit, war die einzige Möglichkeit, das Flugzeug unter Beschuss zu nehmen. Gleichzeitig galt es schnellstmöglich zum Tauchen bereitzumachen.
Konnte beim Befehl Alarmtauchen das Turmluk nicht schnell genug geschlossen werden, stürzten mehrere Tonnen Wasser hinab ins Boot. Je nach Bootmodell stellte das ein lebensbedrohliches Problem dar, wie beispielsweise beim Typ „U Hai“ XXIII, hingegen nicht bei Typ VIIC. Ein Soldat berichtete von Übungsfahrten, bei denen „Alarmtauchen am laufenden Band“ geübt wurde. Durch die dadurch wiederholten Wassereinbrüche stand das Wasser bei ihm im Funkraum kniehoch.
Beim steilen und schnellen Abtauchen musste die Besatzung darauf achten, dass keine Teile im Inneren des U-Boots umherflogen. Konnte das Boot nicht rechtzeitig vor dem Meeresgrund abgefangen werden, kam es zu großen Schäden.

## Üben
Alarmtauchen bildete die Grundlage der Frontausbildung einer U-Boot Besatzung.
Die enorme Wichtigkeit des Alarmtauchens zeigte der hohe Übungsaufwand. Bei Manöverübungen wurde besonderer Wert auf Alarmtauchen gelegt. Besatzungsangehörige berichteten von 30 bis 40 Übungsalarmen an einem Tag. Beim Üben war das Zeitnehmen von großer Wichtigkeit.
Genauso wurde im Kriegseinsatz jeden Tag Alarmtauchen trainiert. Das war deshalb notwendig, weil sich im Laufe einer Reise das Gewicht und die Gewichtsverteilung des Bootes grundlegend veränderten. Wenn schon ein einzelner Mann das Gleichgewicht beeinflusste, kann man sich vorstellen, was schwindende Vorräte und abnehmender Treibstoff bewirkten. Weitere Einflussfaktoren auf das Tauchgeschehen eines U-Bootes sind Temperatur und Dichte des Wassers.
Alarmtauchen wurde aus unterschiedlichen Fahrtverhältnissen geübt. Die physikalischen Eigenschaften des U-Boots bedingen, dass Tauchmanöver bei ruhiger See einfach und gegen die See am schwierigsten sind. Erschwerte Übungen waren das Alarmtauchen während des An- oder Ausblasens der Tauchzellen. Auch wurde das Auftauchen aus einem bereits eingeleiteten Alarmtauchmanöver geübt. Wenn während des Alarmtauchens die Motoren stillstanden, strahlten sie ihre Hitze in den Maschinenraum ab, was zu Temperaturen von 50 bis 60 °C führte.

## Heutige Verwendung
In der heutigen Zeit wird das Alarmtauchen taktisch nicht mehr verwendet, da moderne U-Boote im Einsatzgebiet durch Schnorchel oder Brennstoffzellenantrieb lange Zeit unter Wasser operieren können, ohne aufzutauchen.

## Trivia
- 2018 wurde in Lustenau ein Theaterstück namens „Alarmtauchen“ aufgeführt. Das Stück verarbeitet wahre Begebenheiten aus Lustenau, recherchiert im Historischen Archiv der Gemeinde. Es handelt davon, dass im Ort ein U-Boot der deutschen Wehrmacht auftaucht, von niemandem bemerkt. Ohne NS-Regime in der Außenwelt, scheint nur der Befehl Alarmtauchen davor schützen zu können, dass die Ordnung an Bord erhalten bleibt.[33]

- 1933 wurde das Buch „Alarm! Tauchen!!“ veröffentlicht, mit der Unterzeile „U-Boot in Kampf und Sturm, mit 20 Abbildungen“. Der Autor Kapitänleutnant a. D. Werner Fürbringer berichtet darin über seine U-Boot Fahrten im Ersten Weltkrieg. Umstände, Geschichte und Kameradschaft werden darin vorteilhaft dargestellt. Ziel dieser Schilderung war, junge Männer für den Kampfeinsatz im Zweiten Weltkrieg einzustimmen.
Werner Fürbringer: Alarm! Tauchen!! U-Boot in Kampf und Sturm, mit 20 Abbildungen. Ullstein, Berlin 1933.